# Laura Vila
Laura Sofía Vila (* 1. September 2001) ist eine peruanische Leichtathletin, die sich auf den Sprint spezialisiert hat.

## Sportliche Laufbahn
Erste internationale Erfahrungen sammelte Laura Vila im Jahr 2024, als sie bei den Ibero-Amerikanischen Meisterschaften in Cuiabá mit der peruanischen 4-mal-100-Meter-Staffel in 46,91 s den sechsten Platz und gelangte mit der Mixed-Staffel über 4-mal 400 Meter mit 3:33,41 min auf den fünften Platz. Im Jahr darauf schied sie bei den Südamerikameisterschaften in Mar del Plata mit 57,02 s in der ersten Runde im 400-Meter-Lauf aus und belegte mit der 4-mal-100-Meter-Staffel in 46,90 s den vierten Platz.
In den Jahren 2024 und 2025 wurde Vila peruanische Meisterin im 400-Meter-Lauf sowie 2024 über 200 Meter. Zudem wurde sie 2024 Landesmeister in der Mixed-Staffel über 4-mal 400 Meter.

## Persönliche Bestleistungen
- 200 Meter: 25,37 s (−1,7 m/s), 9. April 2022 in Lima
- 400 Meter: 56,98 s, 8. Juni 2024 in Cochabamba